# Parco nazionale Restinga de Jurubatiba
Il Parco nazionale Restinga de Jurubatiba è un parco nazionale del Brasile, situato nello Stato di Rio de Janeiro.

## Territorio
Il parco sorge nella parte settentrionale dello stato di Rio de Janeiro sulla fascia litorale dei comuni di Quissamã, Carapebus e Macaé.
Tutela un lembo ancora ben conservato di circa 148,67 km² di restinga, la caratteristica foresta pluviale costiera brasiliana, che si sviluppa in aree sabbiose prossime al mare, su terreni relativamente poveri di nutrienti.
L'ente gestore è l'Istituto Chico Mendes per la conservazione della biodiversità.